# تراویس پاسترانا
تراویس پاسترانا (انگلیسی: Travis Pastrana؛ زادهٔ ۸ اکتبر ۱۹۸۳) راننده رالی اهل ایالات متحده آمریکا است.